# 連拿度·佩雷斯
連拿度·德莫賴斯·佩雷斯（Reinaldo De Morais Peres，1980年10月22日—），生於巴西帕蘇豐杜，巴西足球運動員，司職前鋒，曾效力香港甲組足球聯賽球會南華，現效力丙組足球聯賽球會花花。

## 球員生涯
連拿度生於巴西帕蘇豐杜，在2004年遠赴香港隨甲組球會愉園試腳，到2009年加盟中甲球會安徽九方，可是由於球會無法滿足職業聯賽，必須具備相關硬件條件，結果於2010年11月1日宣佈退出中甲聯賽，而連拿度回歸祖國加盟巴丁球會聖十字。
再在2013年8月，遠赴香港加盟甲組球會晨曦，並在9月3日對傑志的聯賽，首度代表晨曦上陣，結果球會以2–6落敗，而他在9月14日對公民的第二場聯賽，即取得加盟後的首個入球，結果協助晨曦以1–1賽和對手。
直到2014年夏天，由於晨曦選擇不會參加新組成的職業聯賽港超聯，所以連拿度在2014年6月轉會至港超聯球會東方，可是他加盟後，因受腳傷困擾而未曾為東方上陣，結果他於2015年1月21日獲東方外借予港超聯地區球會元朗，並在3月8日對YFC澳滌的聯賽，取得加盟後的首個入球，結果協助元朗以3–1勝出。
到2015年6月，他正式轉會元朗，可是他於季初表現不似預期，直至季中元朗簽入同鄉射手史提芬彭利拿後他被放棄，至2016年2月加盟港超聯地區球會黃大仙，並在3月6日對夢想駿其的聯賽，取得加盟後的首個入球，結果協助黃大仙以2–0勝出，最終黃大仙排行榜尾，需要降級至甲組聯賽，而連拿度亦隨球會征戰甲組，並於各項賽事上陣17場錄得27球。
直至2017年12月，雖然連拿度於2017/18年上半季內在聯賽上陣10場錄得9球，但黃大仙決定實行全華班應付餘下聯賽，故連拿度等外籍球員都被放棄，而他在1月20日與港超聯球會標準流浪簽約重返頂級聯賽，並在1月21日對理文的聯賽，於70分鐘後備入替禾達，首度為流浪登場，可是最終流浪以0–2落敗，結果他在4月加盟澳門甲組聯賽球會青鋒，更在4月8日對蒙地卡羅的加盟後第一場聯賽，即正選上陣和錄得加盟後的首個入球，結果協助青鋒以1–0勝出。

## 家庭生活
連拿度的胞弟里奧，在2018年2月3日遠赴香港加盟甲組球會南華。

## 球會榮譽
東方
- 香港高級組銀牌冠軍（2014–15季度）

黃大仙
- 香港甲組聯賽亞軍（2016–17季度）

## 外部連結
- 香港足球總會網頁球員註冊資料 （页面存档备份，存于）